# Політичні партії Тунісу
Даний список являє собою перелік Політичних партій Тунісу. До революції в Тунісі домінуючою партією було Демократичне конституційне об'єднання. Після революції Демократичне конституційне об'єднання було розпущено новою владою і сформовані понад 70 партій.

## Партії
Наступні опозиційні партії існували де-юре і/або де-факто. 20 січня 2011 кабінет тимчасового уряду визнав усі раніше заборонені партії, окрім «Хізб ут-Тахрір» та кількох інших.

### Легальні до Туніської революції
- Демократичний форум за працю і свободи (Democratic Forum for Labour and Liberties, FDTL)
- Рух оновлення (Туніс) (Ettajdid Movement)
- Зелена партія за прогрес (Green Party for Progress)
- Рух соціал-демократів (Movement of Socialist Democrats)
- Партія народної єдності (Party of People’s Unity)
- Соціал-ліберальна партія (Social Liberal Party)
- Юніоністсько-демократичний союз (Unionist Democratic Union)

### Легалізовані після Туніської революції
- Рух Баас (Ba’ath Movement, PBT)
- Конгрес за республіку (CPR, Congress for the Republic)
- Партія Батьківщини (Homeland Party, Al Watan)
- Магрибська ліберальна партія (Maghrebin Liberal Party)
- Партія відродження (Туніс) (Ennahda Movement)
- Патріотична і демократична трудова партія (Patriotic and Democratic Labour Party)
- Республіканська партія
- Піратська партія Тунісу
- Комуністична партія робітників Тунісу

### Нелегальні або без ліцензії
- Хізб ут-Тахрір
- Ліберально-демократична партія Тунісу

### Колишні партії
- Дустур (заснована в 1920 р., розпалася в 1934 р., перетворена в Новий Дустур)
- Новий Дустур (в 1964 р. перетворена в Соціалістичну дустуровську партію)
- Соціалістична дустуровська партія (в 1988 році перетворена в Демократичне конституційне об'єднання)
- Демократичне конституційне об'єднання (розпущено в 2011 р.)
- Туніська комуністична партія (відмовилася від марксизму-ленінізму, на її базі створено некомуністичний Рух оновлення)
- Прогресивна демократична партія Тунісу (PDP, влилася в Республіканську партію)
- Туніське прагнення (Afek Tounes, влилася в Республіканську партію)

### Політичні блоки
- Сучасний демократичний полюс